# Ken’iči Ebina
Ken’iči Ebina (* 25. května 1974) je japonský umělec, který je známý díky výhře soutěže America's Got Talent v roce 2013. Jeho první vystoupení, které označil jako dance-ish, se vyznačuje jedinečným stylem, který kombinuje mnoho tanečních stylů a bojová umění. Samotné vystoupení na YouTube zhlédlo více než 70 milionů lidí.
Ještě před rokem 2008 několikrát vystoupil v televizní show Apollo Amateur Night.